# Hans-Peter Jantzen
Hans-Peter Jantzen (* 12. Februar 1944 in Ribnitz-Damgarten) ist ein deutscher Schauspieler.

## Leben
Hans-Peter Jantzen, von seinen Kollegen und Freunden Fiete genannt, studierte von 1962 bis 1966 an der Theaterhochschule „Hans Otto“ in Leipzig. Nach ersten Erfahrungen am Stadttheater Freiberg wechselte er für mehrere Jahre an das Staatstheater Dresden, um dann ab 1975 für mehr als 30 Jahre am Theater der Stadt Cottbus, später Staatstheater Cottbus, zu arbeiten. Hier wirkte er in mehr als 135 Inszenierungen mit und spielte bedeutende Hauptrollen wie Mackie Messer, Moritz Tassow und den Faust. Unterbrochen wurde dieses Engagement nur von 1986 bis 1987, als er zum Intendanten des Theaters der Bergarbeiter in Senftenberg berufen wurde.
Für mehrere Jahre wirkte Hans Peter Jantzen als künstlerischer Leiter des vielfach ausgezeichneten Jehseriger Dorftheaters. Auch hatte er einige Rollen in Filmen der DEFA und des Fernsehens. 1990 hatte er eine Rolle in dem ersten Stück des neu gegründeten Cottbusser Privattheaters um die Gruppe TheaterNative C. Auch bei den Schöller-Festspielen in der Prignitz wirkt er seit vielen Jahren erfolgreich als Darsteller mit.
Seit 1998 lebt Hans-Peter Jantzen mit seiner Frau, der Schauspielerin Erika Kerner, die er bereits aus der gemeinsamen Studienzeit kennt und mit der er über 50 Jahre verheiratet ist, im Spreewalddorf Byhleguhre. Die gemeinsame, 1969 geborene, Tochter Bettina Jantzen, arbeitet als Dramaturgin.

## Filmografie
- 1966: Der Staatsanwalt hat das Wort: Tote Seelen (Fernsehreihe)
- 1968: Die Toten bleiben jung
- 1973: Stülpner-Legende (Fernsehserie)
- 1976: Die Lindstedts (Fernsehserie, 1 Episode)
- 1981: Polizeiruf 110: Alptraum (Fernsehreihe)

## Theater

### Schauspieler
- 1969: Hildegard Schöbel: Anette (Ehemann Heinrich) – Regie: Helfried Schöbel (Staatstheater Dresden – Kleines Haus)
- 1971: Maxim Gorki: Die Kleinbürger (Lokomotivführer Nil) – Regie: Hans Dieter Mäde (Staatstheater Dresden)
- 1971: Friedrich Schiller: Die Räuber (Karl) – Regie: Reiner Flath (Staatstheater Dresden – Kleines Haus)
- 1972: Emil Braginski/Eldar Rjasanow: Sauna am Sylvester – Regie: Elke Krone/Wilfried Weschke  (Staatstheater Dresden – Kleines Haus)
- 1974: Hildegard Schöbel: 2 x Katharina – Regie: Rudolf Donath (Staatstheater Dresden – Kleine Komödie im Kulturpalast Dresden)
- 1974: Helmut Baierl: Die Lachtaube (Brigadekumpel) – Regie: Hannes Fischer  (Staatstheater Dresden)
- 1975: William Shakespeare: Der Widerspenstigen Zähmung – Regie: Hans-Georg Simmgen (Staatstheater Dresden – Kleines Haus)
- 1975: Heinrich von Kleist: Prinz Friedrich von Homburg oder die Schlacht bei Fehrbellin – Regie: Ekkehard Dennewitz (Theater der Stadt Cottbus)
- 1979: William Shakespeare: Der Widerspenstigen Zähmung (Petruchio) – Regie: Christoph Brück/Wolf Bunge (Theater der Stadt Cottbus)
- 1990: Dario Fo: Offene Zweierbeziehung (Ehemann) – Regie: Gerhard Printschitsch (Kleine Komödie Cottbus – TheaterNative C)
- 1990: Neil Simon: Ein seltsames Paar – Regie: Dieter Roth (Staatstheater Cottbus)
- 1992: Gotthold Ephraim Lessing: Nathan der Weise (Derwisch) – Regie: Konrad Tschiedrich  (Staatstheater Cottbus)
- 1992: Volker Ludwig: Linie 1 – Regie: Andreas Knaup (Staatstheater Cottbus)
- 1992: Friedrich Dürrenmatt: Der Besuch der alten Dame (Ill)– Regie: Karlheinz Liefers  (Staatstheater Cottbus)
- 1992: Federico García Lorca: Die wundersame Schusterfrau (Schuster) – Regie: Alejandro Quintana (Staatstheater Cottbus)
- 1993: William Shakespeare: Othello (Brabantio) – Regie: Christoph Schroth (Staatstheater Cottbus)
- 1995: Molière: Der Geizige – Regie: Alejandro Quintana (Staatstheater Cottbus)
- 1995: Arthur Miller: Ein Blick von der Brücke – Regie: Anu Saari (Staatstheater Cottbus)
- 1995: Heiner Müller: Die Umsiedlerin oder Das Leben auf dem Lande (Rammler) – Regie: Christoph Schroth  (Staatstheater Cottbus)
- 2001: Molière: Der Arzt wider Willen (Vater) – Regie: ? (Staatstheater Cottbus)
- 2002: Nikolai Gogol: Der Revisor (Stadthauptmann) – Regie:  Alejandro Quintana (Staatstheater Cottbus)
- 2003: Yasmina Reza: Kunst – Regie: Christoph Schroth (Staatstheater Cottbus)
- 2006: Tennessee Williams: Die Katze auf dem heißen Blechdach (Big Daddy) – Regie: Bettina Jahnke (Staatstheater Cottbus)
- 2006: Friedrich Schiller: Don Carlos (Philipp II.) – Regie: Bettina Jahnke (Staatstheater Cottbus)
- 2006: Michael Frayn: Der nackte Wahnsinn (Regisseur) – Regie: ? (Staatstheater Cottbus)
- 2006: George Tabori: Mein Kampf (Lobkowitz) – Regie: Christoph Schroth (Staatstheater Cottbus)
- 2007: Heinrich von Kleist: Die Familie Schroffenstein (Sylvester, regierender Graf) – Regie: Bernd Mottl (Staatstheater Cottbus)
- 2007: William Shakespeare: Romeo und Julia – Regie: Matthias Thieme (Staatstheater Cottbus)
- 2008: Johann Wolfgang von Goethe: Faust. Der Tragödie erster Teil – Regie: Christoph Schroth (Staatstheater Cottbus)
- 2008: William Shakespeare: Der Sturm – Regie: Martin Schüler (Staatstheater Cottbus)
- 2008: Agatha Christie: Die Mausefalle (Major Metcalf) – Regie: Bettina Jahnke (Staatstheater Cottbus)
- 2010: Joe Masteroff/John Kander: Cabaret (Herr Schultz) – Regie: Martin Schüler (Staatstheater Cottbus)

### Regisseur
- 1982: Dario Fo: Bezahlt wird nicht! (Arbeitertheater Cottbus)